# Округ Снохомиш (Вашингтон)
Округ Снохомиш (енгл. Snohomish County) је округ у америчкој савезној држави Вашингтон.

## Демографија
По попису из 2010. године број становника је 713.335, што је 107.311 (17,7%) становника више него 2000. године.
| Група             | 2000.           | 2010.           |
| Белци             | 505.198 (83,4%) | 529.814 (74,3%) |
| Афроамериканци    | 10.113 (1,7%)   | 18.168 (2,5%)   |
| Азијати           | 35.030 (5,8%)   | 63.385 (8,9%)   |
| Хиспаноамериканци | 28.590 (4,7%)   | 64.249 (9,0%)   |
| Укупно            | 606.024         | 713.335         |